# Kimberlita

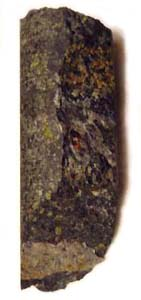
Kimberlita de Ontario, Canadá.

La kimberlita es un tipo roca ígnea volcánica, potásica, conocida porque a veces contiene diamantes. Lleva el nombre de la ciudad de Kimberley, Sudáfrica, donde el descubrimiento de un diamante de 83,5 quilates (16,7 g) en 1871 dio lugar a una fiebre de diamantes, y con el tiempo a la excavación del Big Hole.

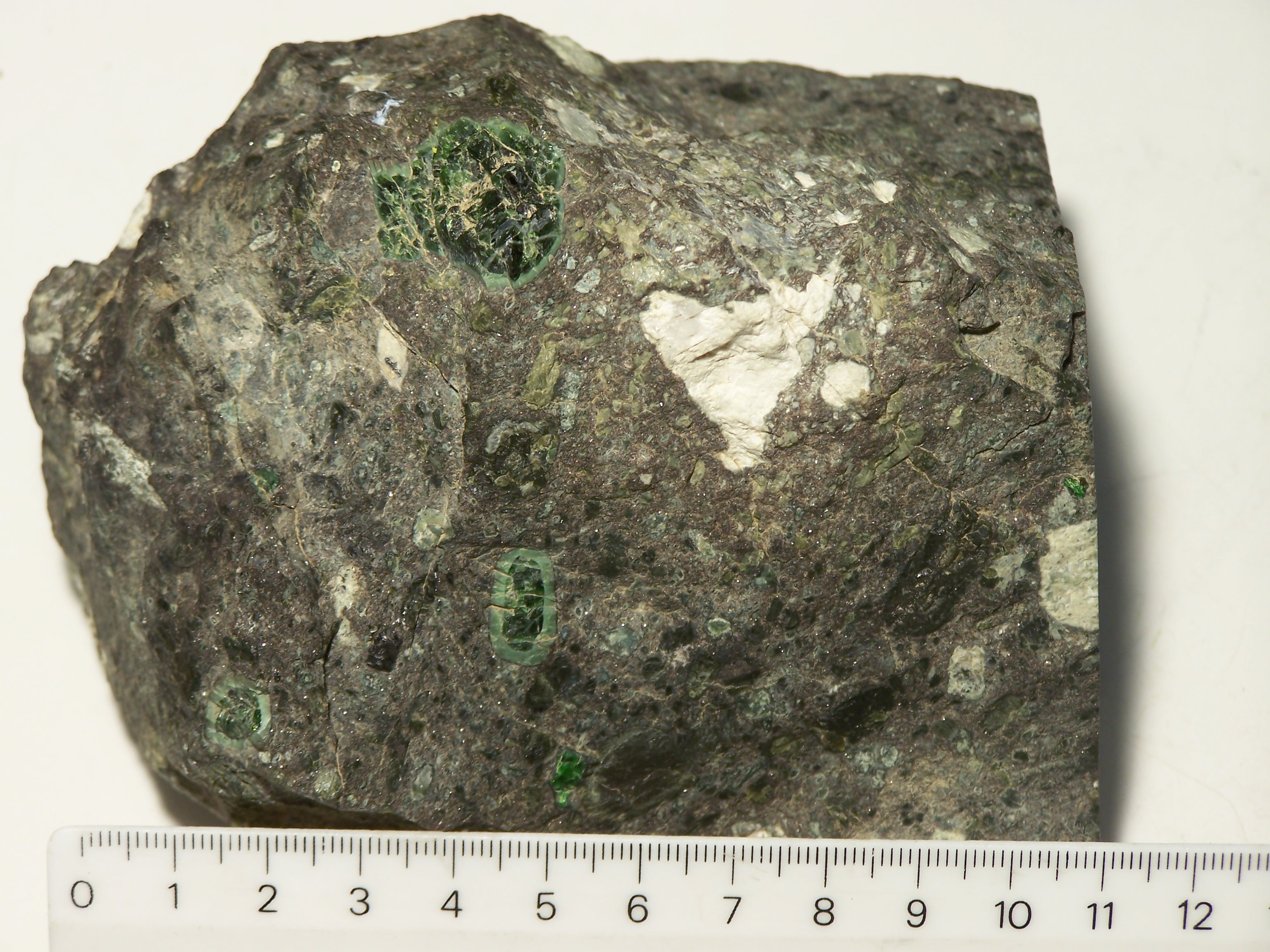
Imagen de una roca de kimberlita que contiene diamantes, procedente de una mina de algún lugar de Estados Unidos (los diamantes no son visibles)

Existe un consenso de que esta roca se formó bajo la superficie de la Tierra con magma fundido a gran profundidad, presión y temperatura hace más de 100 millones de años, donde la forma más estable para el carbono es el diamante y no el grafito. La formación se produce a profundidades de entre 150 y 450 kilómetros en el manto, partiendo de composiciones del manto anormalmente enriquecidas. Posteriormente la kimberlita ascendió mediante erupciones rápidas y violentas, a menudo con considerable cantidad dióxido de carbono y otros componentes volátiles. La profundidad de fusión y generación hace a la kimberlita propensa a alojar diamantes como xenolitos. Las estructuras verticales por donde salió a la superficie reciben el nombre de chimeneas de kimberlita y son la fuente más importante de diamantes en la actualidad, ya sea incrustado en esta roca o en la peridotita y liberado en la superficie de la Tierra por los agentes atmosféricos.
La kimberlita recibe una gran atención aun a pesar de su relativamente pequeña cantidad. Esto se debe principalmente porque sirve para sacar a la superficie de la Tierra diamantes, granates y peridotos del manto xenolitos. Probablemente, proviene de profundidades mayores que cualquier otro tipo de roca ígnea y la composición extrema del magma refleja un bajo contenido de sílice y altos niveles de oligoelementos, hacen importante la comprensión de la petrogénesis de la kimberlita. En este sentido, el estudio de kimberlita puede proporcionar información sobre la composición del manto profundo y sobre los procesos de fusión que ocurren en, o cerca de, la interfase entre el cratón de la litosfera continental y la astenosfera subyacente del manto convectivo.

## Morfología y vulcanografía
Las formaciones de kimberlita son intrusiones verticales, con forma de zanahoria, llamadas 'chimeneas'. Esta forma clásica de zanahoria se debe a un complejo proceso intrusivo del magma de la kimberlita que contiene una gran proporción de CO2 y H2O. Esto produce a cierta profundidad una etapa de ebullición explosiva que causa una cantidad significativa de combustión vertical (Bergman, 1987). La clasificación de la kimberlita se basa en el reconocimiento de las diferentes facies de la roca. Cada facies se asocian a un estilo particular de actividad magmática, es decir, cráter, diatrema y rocas filonianas (Clemente y Skinner 1985, y Clemente, 1982).
La morfología de las chimeneas de kimberlita, y su forma clásica de zanahoria, es el resultado de un volcanismo explosivo diatrema desde muy profundas fuentes en el manto derivados. Estas explosiones volcánicas producen columnas verticales de roca que se elevan desde profundas cámaras de magma. La morfología de las chimeneas de kimberlita es variada, pero generalmente incluye un complejo de sábanas dique de tabular, sumergiendo verticalmente los diques de alimentación en la raíz de la tubería que se extiende hasta el manto. De 1,5 a 2 km a la superficie, el magma altamente presionados estalla hacia arriba y se expande para formar una diatrema de cónica a cilíndrica, que erupciona en la superficie. La expresión en la superficie no suele ser preservado, pero suele ser similar a un volcán maar.
El diámetro de una chimenea de kimberlita en la superficie es generalmente de unos pocos cientos de metros hasta un kilómetro.

## Petrología
Tanto la ubicación y el origen de los magmas de kimberlita son debatidos. Su enriquecimiento extremo y la geoquímica ha dado lugar a una gran cantidad de especulaciones sobre su origen, con los modelos de colocación de la fuente en el manto litosférico subcontinental (SCLM) o incluso a la profundidad de la zona de transición. El mecanismo de enriquecimiento ha sido también el tema de debate, con modelos que incluyen la fusión parcial, la asimilación de sedimentos subduccidos o derivar de una fuente de magma primario.
Históricamente, las kimberlitas se han subdividido en dos variedades distintas llamadas 'basáltica' y 'micácea ": Basándose principalmente en observaciones petrográficas (Wagner, 1914). Esta clasificación fue revisado posteriormente por Smith (1983) que rebautizó estos divisiones como Grupo I y Grupo II sobre la base de las afinidades isotópicas de las rocas utilizando sistemas de Nd, Sr y Pb. Más tarde, Mitchell (1995), propuso que estos grupos I y II kimberlitas ver diferencias tan distintas, que pueden no ser tan estrechamente relacionados como se pensaba. Demostró que las kimberlitas del Grupo II en realidad muestran una mayor afinidad con las lamproítas que con las kimberlitas del Grupo I. Por lo tanto, se reclasificó el Grupo II como kimberlitas orangeites para evitar confusiones.

### Kimberlitas grupo I
El grupo I de kimberlitas son rocas ígneas potásicas, ultramáficas ricas en CO2. La composición dominante es una asociación principal de minerales: olivino rico en forsterita, ilmenita de magnesio, piropo de cromo, piropo almandino, diópsido de cromo (en algunos casos subcalcic), flogopita, enstatita y cromita pobre en titanio. Las kimberlitas del grupo I presentan una textura distintiva inequigranular causada por de macrocristales (0.5 a 10 mm) a megacristales (10-200 mm) fenocristales de olivino, piropo, diópsido de cromo, ilmenita magnesiano y flogopita, en una matriz de granos finos a medios.
Esta matriz mineralogía, se asemeja más a la verdadera composición de una roca ígnea, contiene olivino rico en forsterita, piropo granate, diópsido rico en cromo, ilmenita rica en magnesio y espinela.

### Kimberlitas grupo II
El grupo II de kimberlitas (o orangeites) son rocas ultrapotásicas y peralcalinos ricas en volátiles (predominantemente H2O). La característica distintiva de las orangeites son macrocristales y microfenocristales de flogopita, junto con una matriz de micas que varían en composición de flogopita a "tetraferriphlogopite" (flogopita anormalmente rica en hierro). Macrocristales de olivino y cristales primarios euhedrales reabsorbidos en una matriz de olivino es común pero no esenciales.
Las características principales de la matriz son: zonas de piroxenos (núcleos de diópsido bordeada por aegirina con titáneo); minerales del grupo de la espinela (magnesiano cromita de titanífero magnetita), perovskitas ricas en tierras raras y estroncio, apatita rica en estroncio; fosfatos ricos en tierras raras (monacita, daqingshanite); minerales del grupo del Barian de potasio holandita;rutilo con Niobio y ilmenita con manganeso.

### Minerales indicadores de la kimberlita
Las kimberlitas son rocas ígneas peculiares debido a que contienen una variedad de especies minerales con composiciones químicas peculiares. Estos minerales como el richterita potásica, diópsido de cromo(un piroxeno), espinelas de cromo, ilmenita magnesiano, y los granates ricos en piropo más cromo, suelen estar ausentes en la mayoría de las rocas ígneas, lo que son especialmente útiles como indicadores de kimberlitas.
Estos minerales indicadores generalmente se busca en los sedimentos aluviales actuales. Su presencia puede indicar la presencia de kimberlita dentro de la cuenca de erosión que produjo el aluvión.

## Importancia económica
Las kimberlitas son la fuente primaria más importante de diamantes. Muchas chimeneas de kimberlita también producen ricos depósitos de diamantes (aluviales o eluviales). Solo 1 de cada 200 chimeneas de kimberlita contienen diamantes de calidad.
Los depósitos situados en Kimberley, Sudáfrica fueron los primeros y dieron nombre a la roca. Los diamantes de Kimberley se encontraron inicialmente en kimberlita meteorolizada, que es de color amarillo por la limonita, y se bautizó como tierra amarilla. Trabajos a mayor profundidad encontraron roca menos alterada, kimberlita serpentinizada, que los mineros llamaron tierra azul.
La tierra azul y amarilla fueron prolíficas productoras de diamantes. Después de agotar la tierra amarilla, los mineros de finales del siglo XIX excavaron accidentalmente en el suelo azul y encontraron diamantes de calidad gema en cantidad. La importancia económica del momento se vio afectada por la cantidad de diamantes que encontraron en poco tiempo. Los mineros, al competir unos con otros, fueron abaratando el precio de los diamantes que disminuyeron en su valor en un corto período.